# Ivan Assen II
Pour les articles homonymes, voir Assen (homonymie) et Asen.
Ivan Asen II (bulgare: Иван Асен II, prononciation française en API : ivan asɛn ; valaque : Ioan Asen II, grec : Ιωάν Ασένου B), aussi connu en français sous le nom de Jean Assen II, né vers 1190-1195, fut un souverain bulgare (tsar) qui régna de 1218 à 1241 sur le Second Empire bulgare, qui s'étendait sur ce qui est aujourd'hui la Macédoine, la Grèce du nord, la Bulgarie et le sud de la Roumanie. Ivan Asen II se nomme lui-même « tsar et autocrate des Bulgares ». Dès les XIIIe et XIVe siècles, il avait en Bulgarie la réputation d'être le plus grand des Assénides (bulgare : Асеневци, Asenevci). Son prénom était orthographié « Iωάн » sur les fresques des monastères bulgares. Il est mort vers la fin du mois de juin 1241.

## Biographie
Fils du tsar Ivan Asen Ier de la dynastie des Assénides (quelquefois Asanides), Ivan Assen II est contraint de se réfugier, avec son frère Alexandre, chez les Coumans puis "en terre russe" (vraisemblablement dans la principauté de Kiev) à la suite de l'usurpation de son cousin Boril (bulgare : Борил) en 1207.

### Prise du pouvoir et premières années de règne
En 1217, Ivan Assen II rentre en Bulgarie et reprend le trône à Boril avec l'aide de mercenaires russes, les Brodniks (une population russo-ukrainienne alliée des Coumans habitant dans les steppes du bord de la mer Noire, et qu'il installe dans l'actuelle Moldavie). Il mène alors une politique habile et équilibrée, en alliant ses démarches diplomatiques à des opérations militaires modérées.
En 1219/1221, il conclut un mariage dynastique avec Anne-Marie, la fille du roi André II de Hongrie, ce qui lui permet de récupérer le banat de Craiova, le knésat slavo-valaque de Trgovište et les villes serbes de Belgrade et Braničevo qui avaient été rattachés à la Hongrie. Il mène une politique de mariages dynastiques avec pratiquement l'ensemble de ses voisins.

### Hégémonie balkanique

Le « Royaume des Bulgares et des Valaques » sous le règne d'Ivan (Ioan) Asen.

Vers 1229-1230, il renforce l'influence de son Royaume sur l'empire latin d'Orient en projetant le mariage de sa fille Hélène avec l'empereur Baudouin II de Courtenay. Ce projet contrarie le despote d'Épire et empereur byzantin de Thessalonique Théodore Ier Ange Doukas Comnène qui attaque l'empire bulgare mais subit une écrasante défaite à Klokotnica, le 9 mars 1230. Théodore Ange y est capturé et rendu aveugle par le tsar Ivan.
À la suite de cette victoire, l'empire bulgare parvient en position d'hégémonie militaro-politique dans les Balkans avec un débouché sur les trois mers : mer Noire, Adriatique et Égée. La Serbie est également sous l'influence d'Ivan, car le roi Stefan Vladislav n'est autre que son gendre.

### Rapprochement de l'empire de Nicée
Au cours des années 1230, l'empire assénide se rapproche de l'empire de Nicée. À la suite du décès de la tsarine Anne-Marie, Ivan Assen II se réoriente vers une alliance avec l’empire de Nicée, en maintenant une certaine réserve quant aux plans de restauration du pouvoir byzantin à Constantinople. Il se marie avec Irène Comnène, la fille du captif Théodore Ier Ange Doukas Comnène.
Pour des raisons de politique intérieure et extérieure, Ivan rompt en 1232 l’union religieuse avec Rome. En 1235, au concile de Lampsaque en Asie Mineure, il revient à l'orthodoxie et restaure le patriarcat de Tarnovo avec l’appui de l’empire de Nicée. Il place Joachim Ier à la tête de ce patriarcat.
En 1235-1236, Ivan Assen II et Jean III Doukas Vatatzès s’allient contre l'Empire latin de Constantinople. Mais l’année suivante, le tsar assénide se rapproche - de manière surprenante - des croisés de l’Empire latin.

### Œuvre
Sur le plan économique, Ivan Asen II encourage le commerce, accorde des privilèges à la république de Dubrovnik (vers 1230) et est le premier tsar bulgare à battre monnaie (pièces en or et en bronze).
Sur le plan architectural, Ivan Assen II donne à la capitale Tarnovo son aspect monumental en renforçant les fortifications, en construisant des édifices religieux et des églises, dont la plus importante est celle dite des Quarante martyrs :

« Moi, Jean Asen, par la grâce du Christ-Dieu tsar et autocrate des Bulgares, fils de l’ancien tsar Asen, ai construit sur les fondations et ai orné d’art cette église en l’honneur des quarante saints martyrs avec l’aide desquels j’ai pu, en douze ans de mon règne, orner cette église. J’ai marché contre la Romanie et ai défait les troupes grecques, faisant prisonnier l’empereur lui-même, Théodore Comnène, ainsi que tous ses boyards. Et j’ai occupé tous les territoires depuis Andrinople jusqu’à Dyrrachium, les territoires grecs aussi bien que les territoires albanais et serbes ; les Francs [Latins] n’ont conservé que les villes autour de la reine des villes [Constantinople], mais même eux sont devenus sujets de la puissance de ma majesté, car ils  n’ont aucun autre souverain que moi et c’est grâce à moi qu’ils peuvent jouir des jours que Dieu leur a donnés, parce que sans Lui, aucun acte ne peut être fait et aucune parole ne peut être dite. Gloire lui soit rendue pour l’éternité. Amen. »

## Famille et descendance
Ivan Assen II eut trois épouses :
- Anna, morte religieuse sous le nom Anissia et d'origine inconnue, dont :
  - Mariya (?), épouse de Manuel de Thessalonique ;
  - Beloslava (?), épouse de Stefan Vladislav Ier de Serbie ;

- Anne-Marie de Hongrie, (1204-1237), fille d’André II de Hongrie, dont :
  - Hélène, épouse en 1235 Théodore II Lascaris empereur de Nicée ;
  - Koloman Ier Asên ;
  - Pierre, mort en 1237 ;

- Irène (Eiréné), religieuse sous le nom de Xéné, fille de Théodore Ier Ange Doukas Comnène, dont :
  - Anna (renommée  Théodora), qui épouse le sébastocrator Pierre avant 1253 ;
  - Maria, qui épouse le boyard Mitzo Asên, tsar de Bulgarie en 1257–1258 ;
  - Michel II Asên